# ヨーハン・ガブリエル・ザイドル

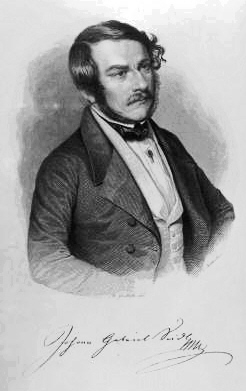
ヨーハン・ガブリエル・ザイドル

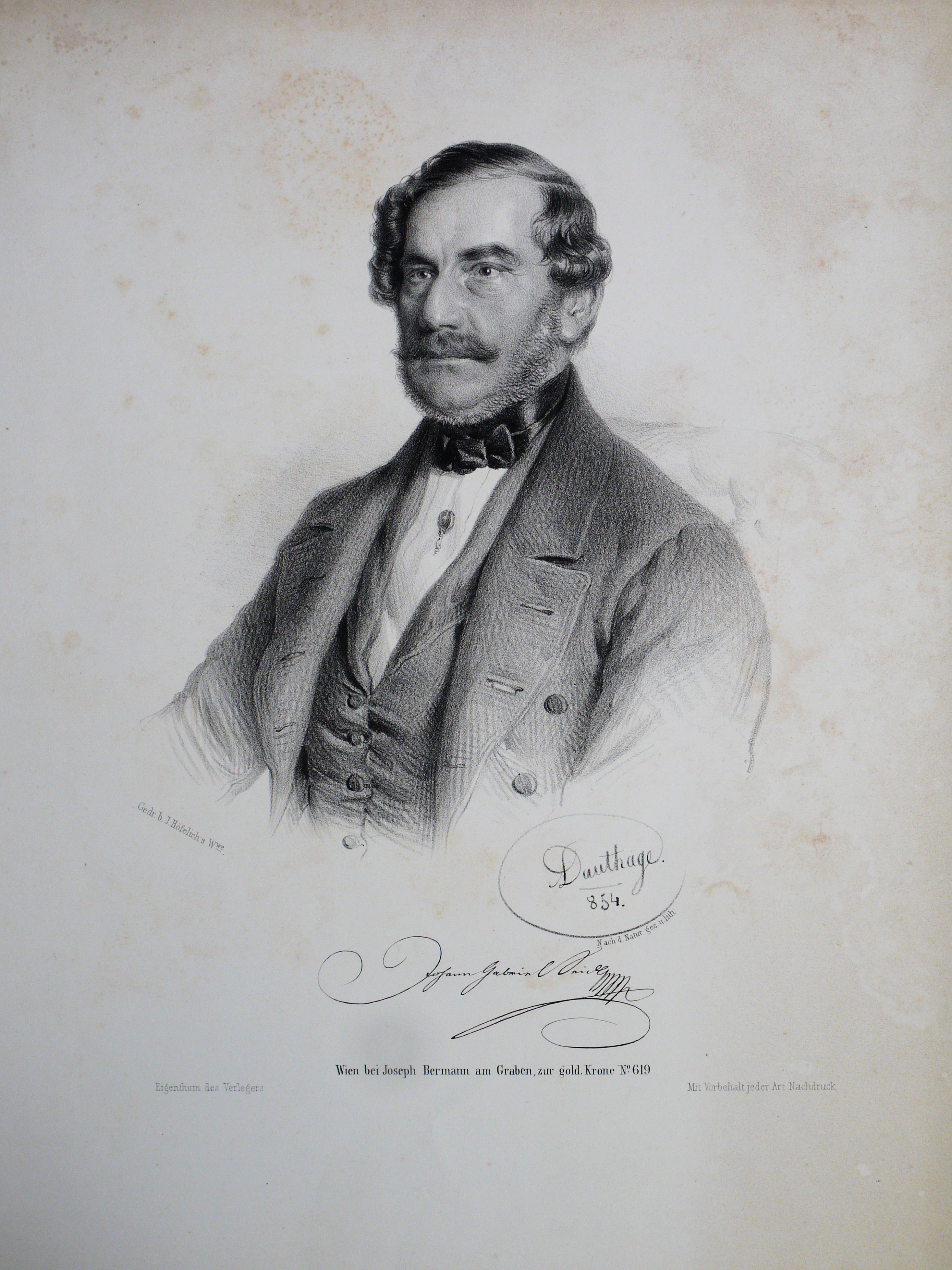
ヨーハン・ガブリエル・ザイドル。アードルフ・ダウターゲによるリトグラフ、1854年

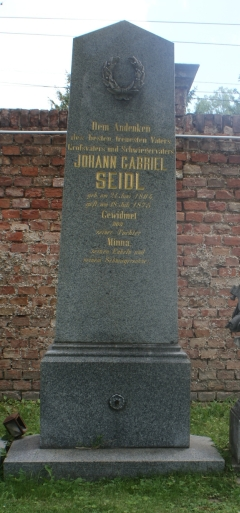
ヨーハン・サイドルの墓標（オーストリア、ウィーン中央墓地特別名誉地区）

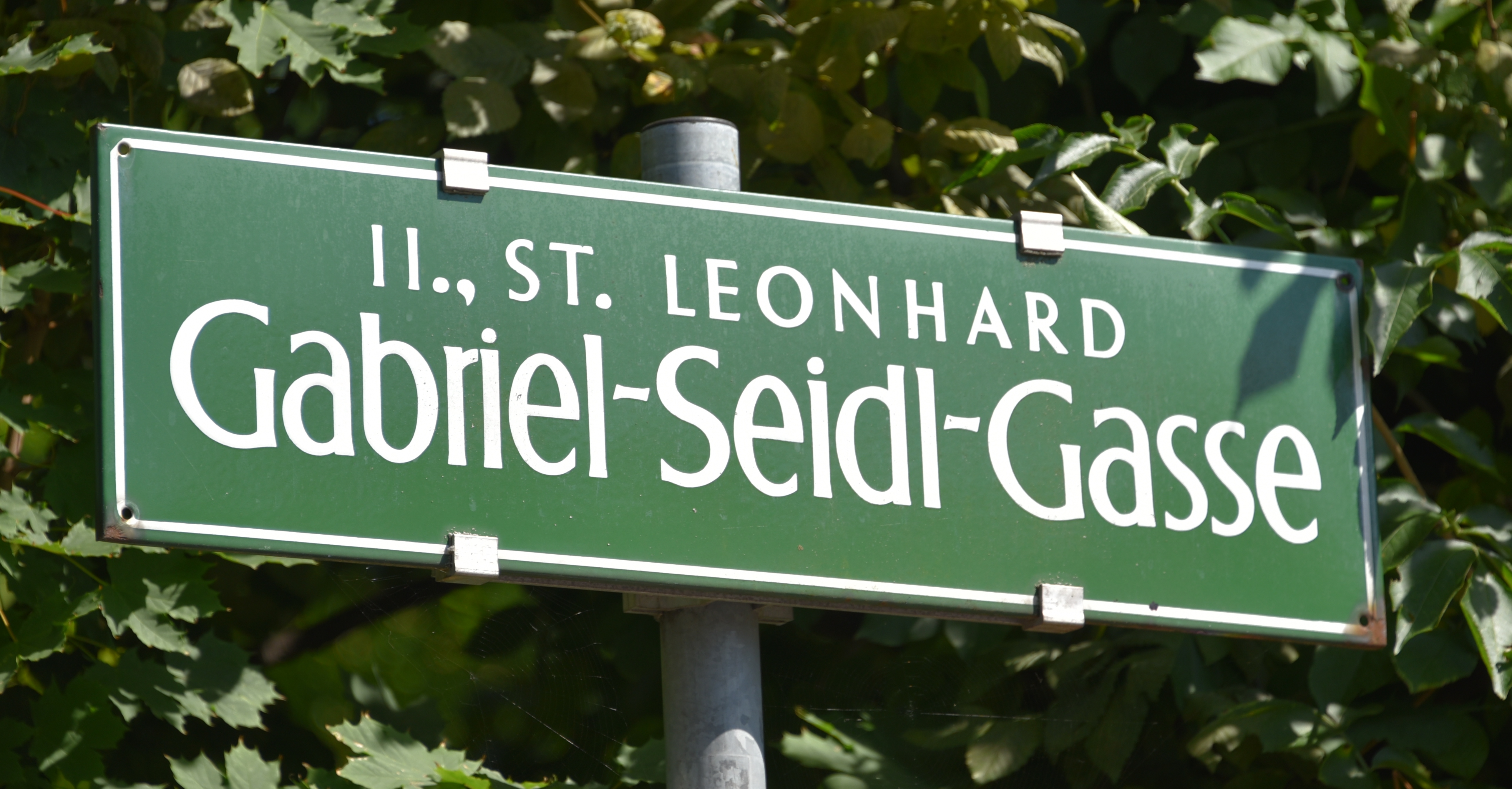
オーストリア、グラーツ市にあるGabriel-Seidl-Gasse（道路名標識）

ヨーハン・ガブリエル・ザイドル（Johann Gabriel Seidl, 1804年6月21日 ウィーン - 1875年7月18日）は、オーストリアの考古学者、専門誌執筆家、詩人、劇作家。ハイドン作曲による国歌『オーストリア皇帝讃歌』はフランツ・ヨーゼフ1世の治世になって歌詞が1854年に書き換えられたが、その作詞を担当した。「神よ保ちたまえ、神よ守りたまえ！我らの皇帝、我らの国を！」と始まり、5番では皇帝と皇后に、6番では皇太子に神の祝福あれと祈る言葉が入る。
ザイドルは弁護士の息子であり、ウィーンのアカデミー・ギムナジウム（アカデーミッシェス・ギュムナージウム、1553年設立の中等・高等教育施設、現在は第5学年から第12学年まで）を卒業し、大学で法学を専攻した。1829年より低地シュタイアーマルクのツィリ市（現在はスロヴェニア、シュタイエルスカ地方ツェールイェ市）のギムナジウム教師。1840年、ウィーン市の貨幣・メダル・勲章博物館および古代文明博物館（現在はどちらもオーストリア国立美術史博物館）のキュレーターに就任。1856年から1871年までまではハプスブルク家の宝物館（場所的には王宮内だが現在は国立美術史博物館に属する）担当者。公的発表・広報ページがあった『ウィーン新聞』（ヴィーナー・ツァイトゥング）に執筆。 
ザイドルは学問研究部門の執筆を発表する傍ら、多くの詩や物語なども雑誌として発行していた。彼の雑誌『アウローラ』（Aurora、曙光の女神）ではオーストリアの詩人ニコラウス・レーナウの初期の詩作品も発表した。ザイドルの詩は同時代の作曲家によって作曲され、歌曲として残っている。例えばフランツ・シューベルトによる『伝書鳩郵便』（『白鳥の歌』に収録された）、またカール・レーヴェによる『時計』などがある。また、ザイドルの作品には、新高ドイツ語（標準ドイツ語）で書かれた詩以外にも下オーストリア地方の口語で書かれた詩作品が数多くある。1828年から1838年にかけて、4冊の口語詩集が出版された。冊子の題名は Flinserln（ピアス）という。「オーストリア人は小さな金属製のイヤリングをフリンセァルンと呼ぶ。新高ドイツ語話者がフリッターヒェンと呼んでいる装飾品のことだ。いかに無価値な装飾品であれ、見かけは悪くない。簡単な刺繍がそうであるように、この小さな飾りもその効力を見せる。この名称をつつましやかな小品集につければ、ほかの説明は必要無いであろう。」
{Flinserln|https://www.projekt-gutenberg.org/seidl/flinserl/flin1.html}
ザイドルの有名な山歩き・徒歩旅行時の唱え句
傷を癒して元気になりたいなら
陰鬱な家を出て新鮮な空気を吸おう！
君の感じているすべての辛さも
自然は喜んで　君を癒してくれる。
春のひばりが飛び始めても
雪が地面を覆っても
急いで外に出よう！そこには命がある。
外に行けば、君の頭は元気になれる。
ザイドルの墓はウィーン中央墓地の特別名誉地区（グループ0、行1、番号10）にある。 1876年、ウィーン市3区（ラントシュトラーセ）の道のひとつがザイドルにちなんで、ザイドルガッセ（Seidlgasseザイドル通り）と名付けられた。